# ガウチョ

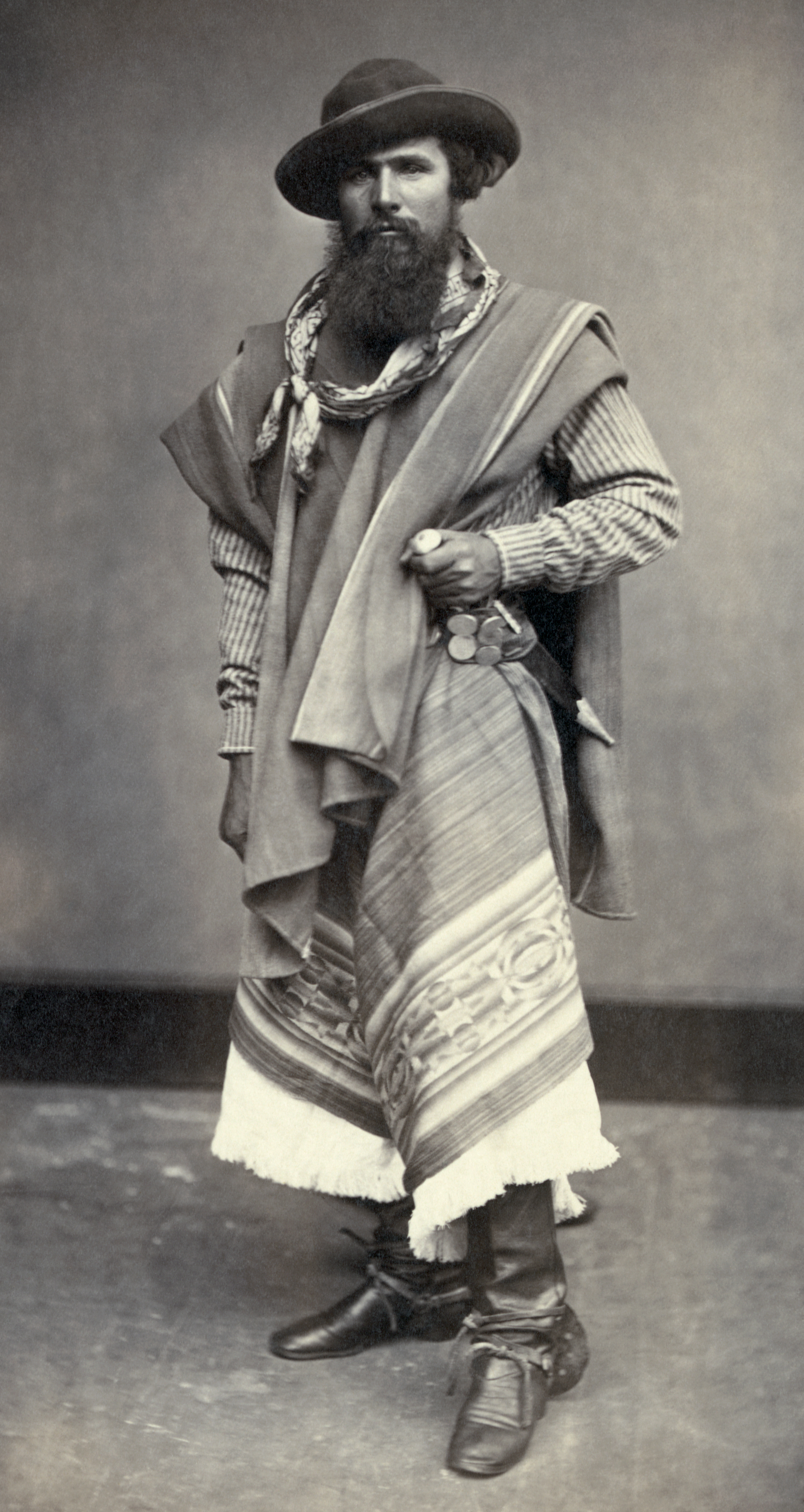
ガウチョ

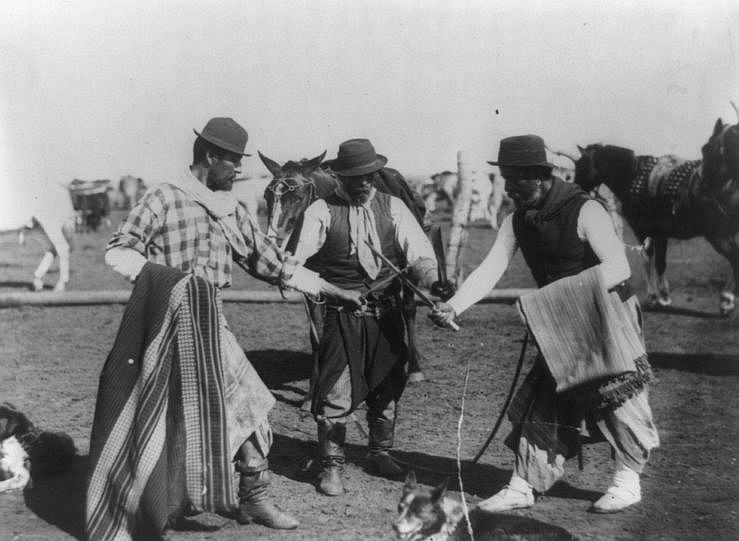
ガウチョ

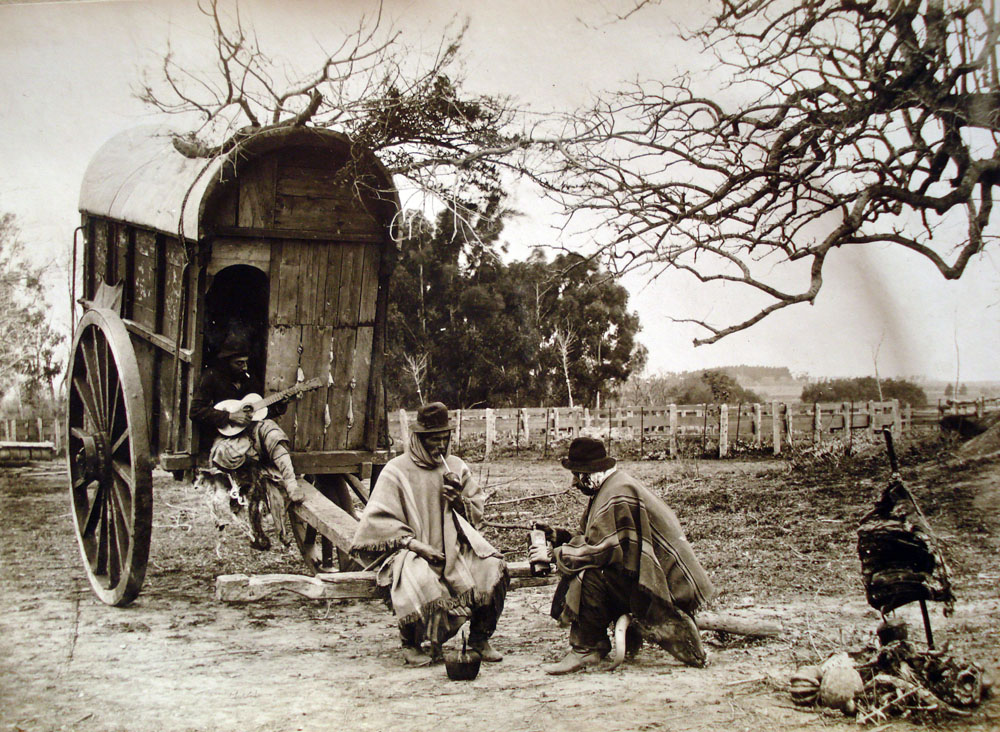
アルンゼンチンにおけるガウチョ（1890年頃）。マテ茶を飲みギターを弾く

ガウチョ、ガウーショ（西: Gaucho、伯: Gaúcho）は、アルゼンチン、ウルグアイ、ブラジル南部のパンパ（草原地帯）やアンデス山脈東部に17世紀から19世紀にかけて居住し、主として牧畜に従事していたスペイン人と先住民その他との混血住民である。多くの場合、その伝統的な装い、マテ茶（ブラジルではシマハンと呼ばれる）、生活に根差した牧畜文化に象徴される。ウルグアイではガウーチョ、ブラジルではガウーショという発音がより近くなる。

## 語源と成り立ち
ガウチョはグアラニー語の「孤児」や「放浪者」を指した言葉が語源とされるが、マプーチェ族の言葉で「友達」（ガチュ）を表していたという説や、南ブラジルの方言で「牛殺し」（ガウデリオ）を表していたとも言われている。
ガウチョも元々はペルー方面からラ・プラタ地方の開拓にやってきたスペイン人の農業移民だったようだが、インディオとの抗争の中で次第に農業を忘れ、19世紀の後半にラ・プラタ地域全体で1,500万頭～2,000万頭いたとされる程大繁殖した野生の牛や馬を追って生計を立てるようになっていた。このようにしてラ・プラタで生まれたガウチョは1680年のコロニア・デル・サクラメント建設から始まったバンダ・オリエンタルを巡るスペイン、ポルトガルとの抗争の中で次第に南ブラジルにも伝播し、現在のリオ・グランデ・ド・スル州を中心とする範囲ではポルトガル語でガウーショと呼ばれるようになった。
さながらアメリカ合衆国のカウボーイと似ているともいえる。スペイン人と先住民、その他との混血が多くなっていった。ブエノスアイレスやモンテビデオの商人に輸出用の牛や馬の皮革や肉を卸していた。都市の知識人の印象は悪く、今ではアルゼンチン人・ウルグアイ人のアイデンティティとなっている言葉も、17世紀から18世紀にかけてはむしろ下層階級の浮浪者などの人間をネガティブに指したものだった。こうした存在には黒人（アフリカ系アルゼンチン人、アフリカ系ウルグアイ人）なども含まれていたという。

## 歴史
19世紀に入るとガウチョは各地のカウディージョに率いられて1806年、1807年にブエノスアイレスに攻めてきたイギリス軍を破り（イギリスのラプラタ侵略）、武芸の達人としての能力を買われてアルゼンチン、ウルグアイ、ブラジルの独立戦争と内戦に従軍した。
アルゼンチンの歴史家マルチニアモ・レギサモンは「自らの住むランチョにその妻子を残し、給料も衣服も貰うでもなく、時にはわずかに許された悪習とでもいうべき地酒、煙草、マテ茶にも見切りをつけ、進軍ラッパと共に死線を越え、固い誇りを持って旗の下に死ぬ覚悟を持ち、自らを主と頼むものにはいっさい掛値なしに信頼し、白兵戦ともなれば第一番に敵陣に乗り込む──これがガウチョである」と記している。
アルゼンチンでは自らも牧場主であり、若い頃からガウチョに囲まれてガウチョ同然の生活をしていたブエノスアイレス州知事フアン・マヌエル・デ・ロサスの時代（1829年～1852年）に最も優遇され、国内の中央集権派やイギリス、フランスとの戦いで活躍した。チャールズ・ダーウィンが1833年に、荒野の討伐作戦でパンパのインディオを討伐するロサスの軍隊を見た時はインディオと戦う英雄としてロサス将軍を賛美しながらも、「混血者や黒人ばかりであり、こんな悪漢然として盗賊風の軍隊は前代未聞である」「ガウチョと農民たちは都会に住む人間たちよりもずっと人間が上だ。ガウチョはいつも気前が良く、親切で、客を持てなす精神を持っている。無礼な者や、不親切な者は見たことがない。自分と自分の国について話すときには非常に謙虚だが、同時に無鉄砲で勇敢でもある」と記している。
1852年のカセーロスの戦いによりアルゼンチンでロサスの時代が終わって、1862年に自由主義者バルトロメ・ミトレ主導で全アルゼンチンが統一され、アルゼンチン共和国が成立すると、それまでのカウディージョ政治への反動と、西欧への盲目的な信奉により1868年にアルゼンチン大統領に就任したドミンゴ・ファウスティーノ・サルミエントに代表される自由主義知識人はガウチョを「根性曲がりの二本足の動物」と呼び、スペイン的な遅れたもの、野蛮なものの見本のように扱い毛嫌いした。1878年から開始されたフリオ・アルヘンティーノ・ロカの砂漠の開拓作戦に代表される、パンパ南部、パタゴニアでの主にマプーチェ族をはじめとする一連の狩猟インディオとの戦いでは、ガウチョは先住民の駆逐・殺戮のために徴兵され、ニコラス・アベジャネーダ大統領に代表されるアルゼンチンの自由主義者は共に近代化の障壁とみなしたガウチョとインディオを同士討ちさせた。その後のヨーロッパ移民のアルゼンチンへの大規模な入植による牧畜業の発展、所有地の確定と有刺鉄線の導入などにより、パンパが細分され、自由に行き来出来なくなる空間になるとほぼ消滅した。

## ガウチョ文学
1819年に連邦同盟のホセ・アルティーガスと共に戦った軍人だった現ウルグアイ出身のバルトロメ・イダルゴが、アルティーガスらの独立運動の失敗が、新しい国家を国民の求めるものにできなかったブエノスアイレスの寡頭支配層の考え方にあると考え、ガウチョをそれまで見られていたような浮浪者ではなく古いヨーロッパに抵抗して新しいアイデンティティを求める、新しい国家の精神を反映する存在として描く、斬新なガウチョ文学を開始した。
サルミエントに代表される自由主義知識人はガウチョをスペイン的な遅れたもの、野蛮なものの見本のように扱い毛嫌いしたが、大衆の心性に訴えたガウチョ文学はその後アルゼンチンの作家ホセ・エルナンデスの叙事詩『マルティン・フィエロ 』(1872) などによって完成され、その独特な文化や精神性を歌い、アルゼンチンの国民文学となった。
20世紀に入ると、東欧系のユダヤ移民がアルゼンチンに同化する様子を描いた『ユダヤ人のガウチョ』（The Jewish Gauchos of the Pampas, アルベルト・ゲルチュノフ著）などの作品も生まれた。この作品は発表された当時は前向きに受け止められたが、20世紀後半に映画化されるとなった時にアルゼンチン人の反ユダヤ主義の猛攻撃を受けることになった。ユダヤ人がアルゼンチンの誇るガウチョであってはならないというのがその理由だった。

## 現在
19世紀後半以降、職業、社会階層としてのガウチョは消滅したが、それでも現在のアルゼンチン人、ウルグアイ人とブラジル南部のリオグランデ・ド・スル州の住民が誇りをこめてガウチョ（ポルトガル語ではガウーショ）を自称する。アルゼンチンで「とてもガウチョだ」と言えば、寛大で、他人のために自己犠牲を惜しまない人のことになるし、「ガウチョらしく振舞う」といえば自己を犠牲にしても他人のために尽くす人という意味になり、「ガウチョの言葉」といえば、それは「武士の一言」を意味する。旅行者や在住者がしばしば口にする、アルゼンチンとウルグアイにおける強烈な個人主義はガウチョから来ているとも言われる。タンゴの楽曲に「ガウチョの嘆き」があり、強い嫉妬をいだくガウチョが登場する歌詞がついてある。
なお職業としての牛飼いはバケーロ、牛飼いに限らず農業に従事する雇い人はペオンとよばれる。
日本では2016年頃から若い女性を中心に「ガウチョパンツ」が流行し始めた。本来のガウチョとはかなり異なるがキュロットスカートに似て「足の短さや太さをカバー出来る上に動きやすくやや可愛い」という事がウケているとされる。

## ギャラリー

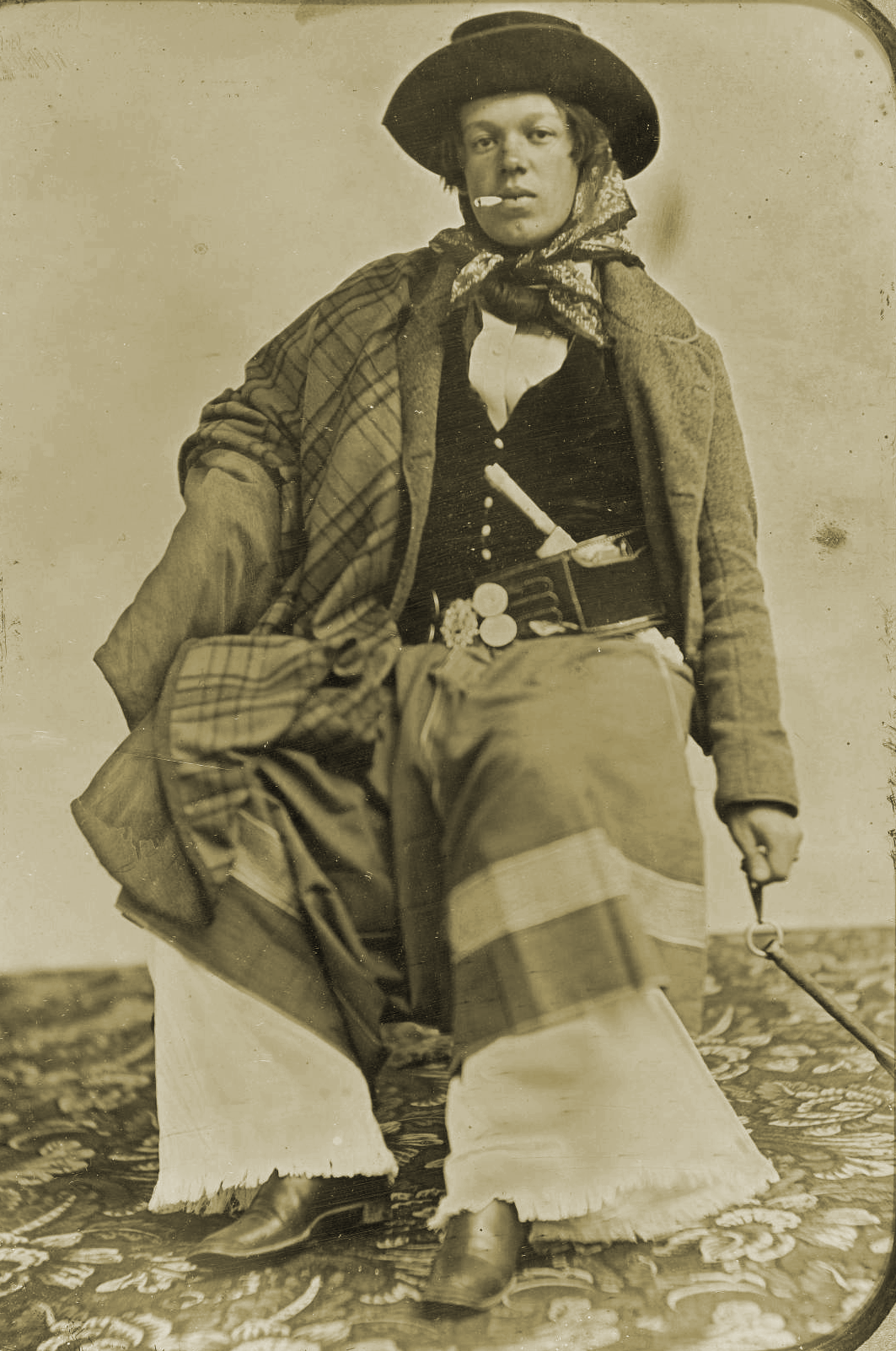
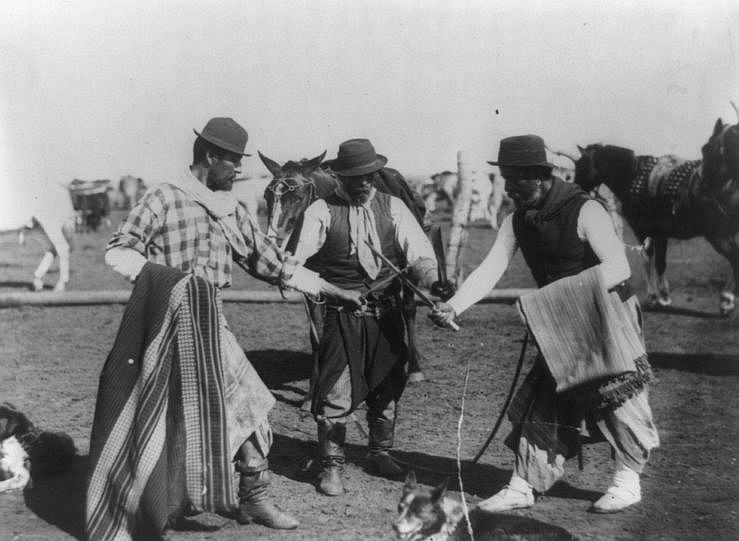
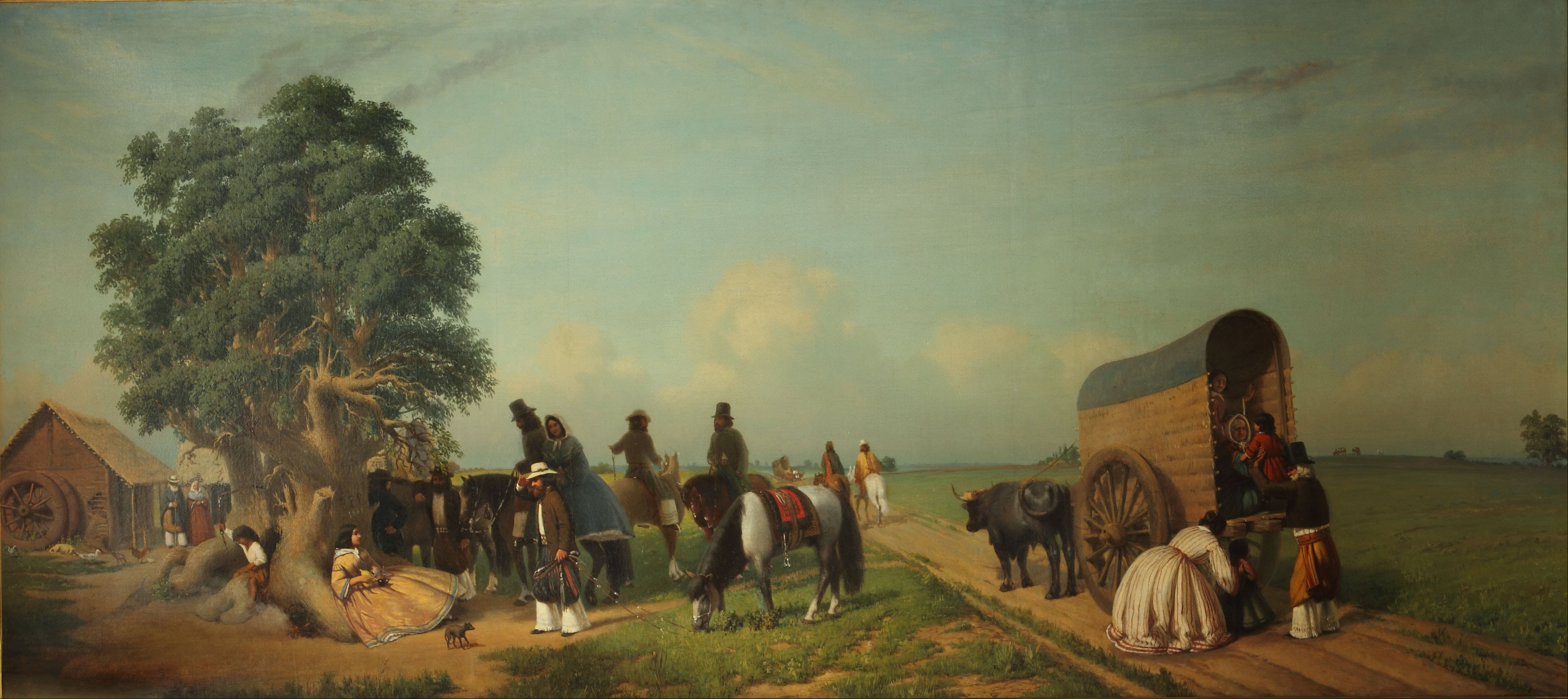
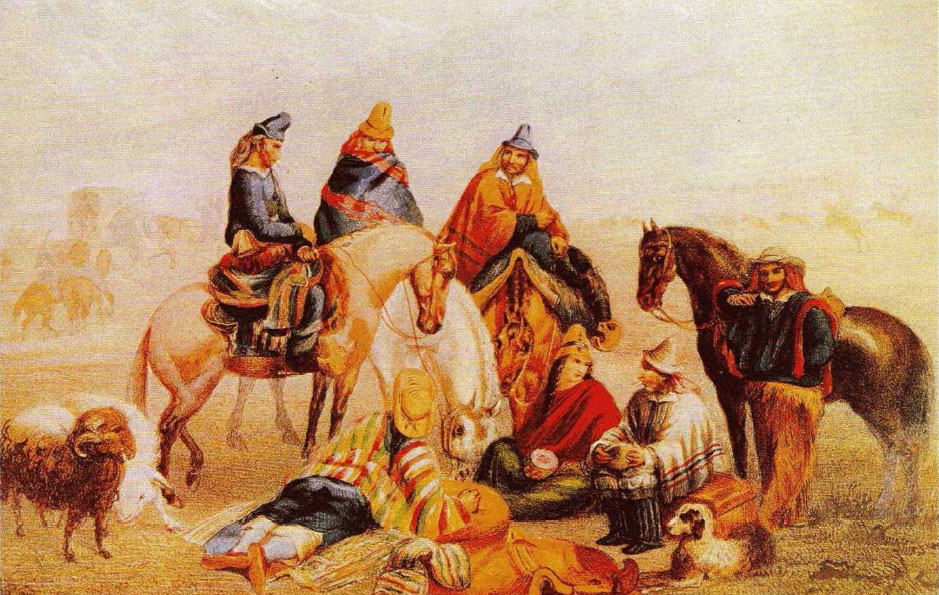
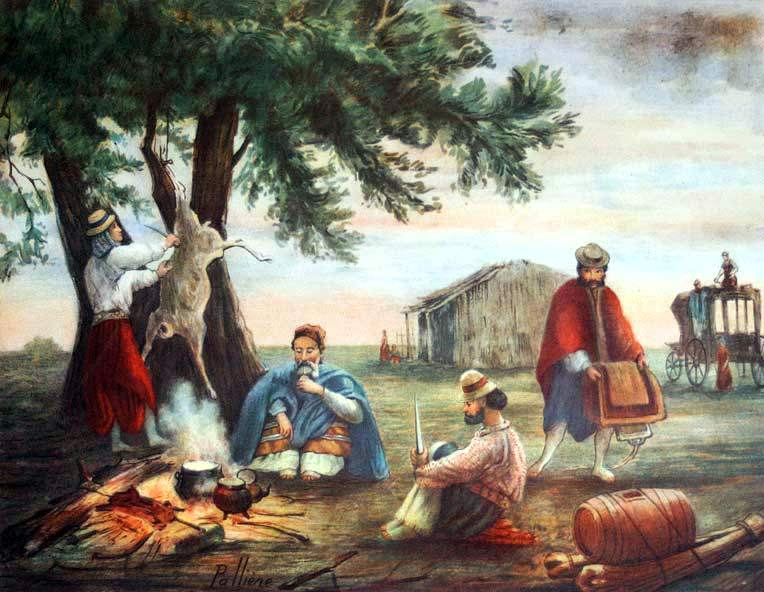
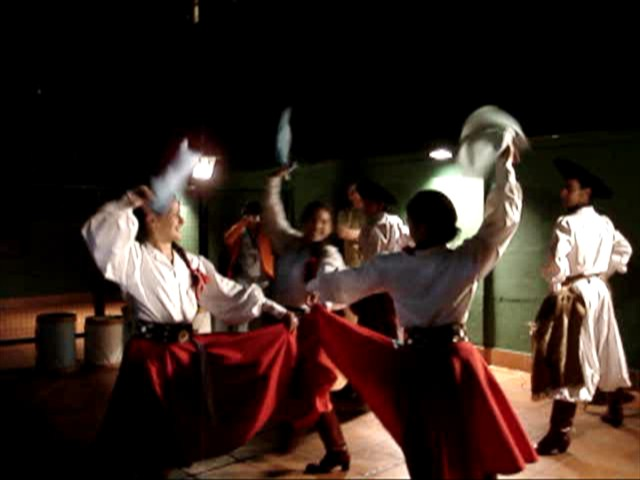
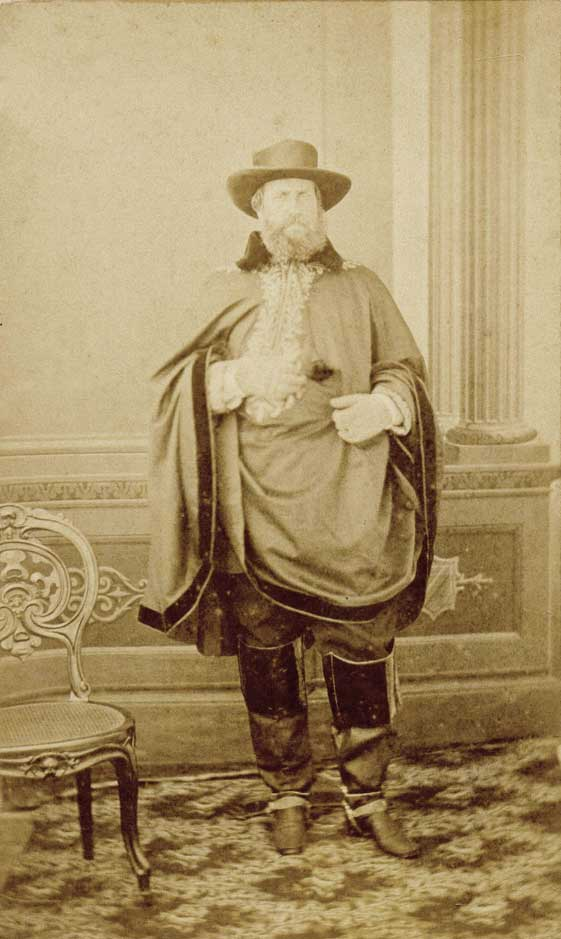
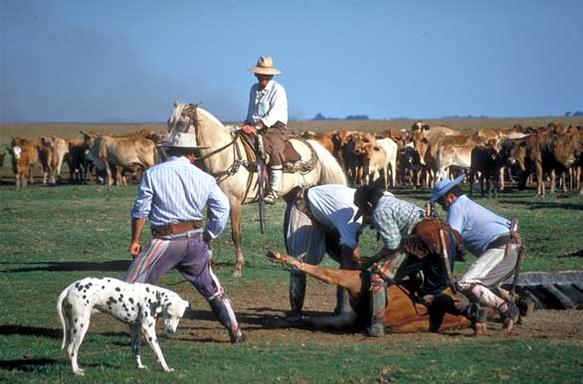
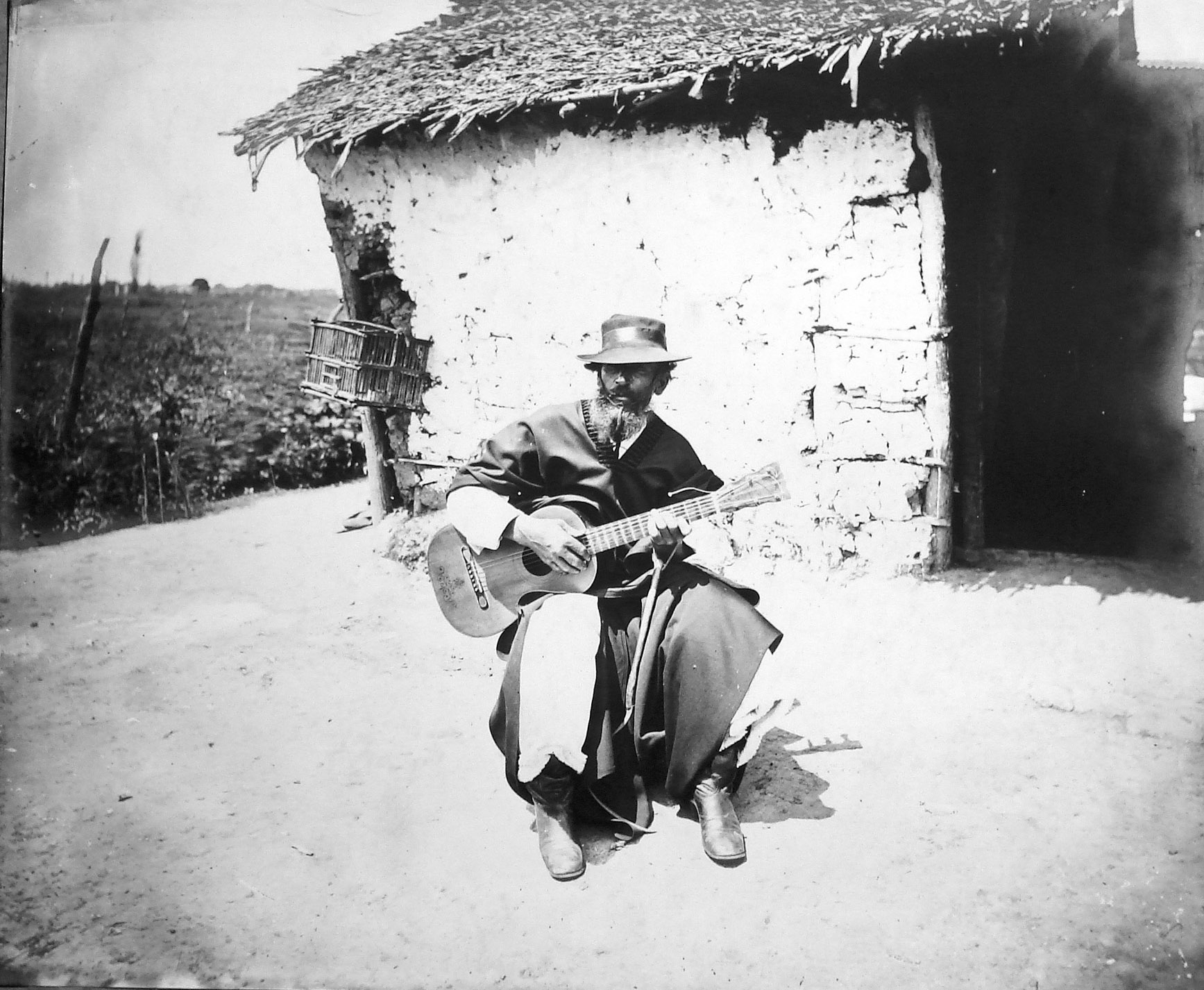
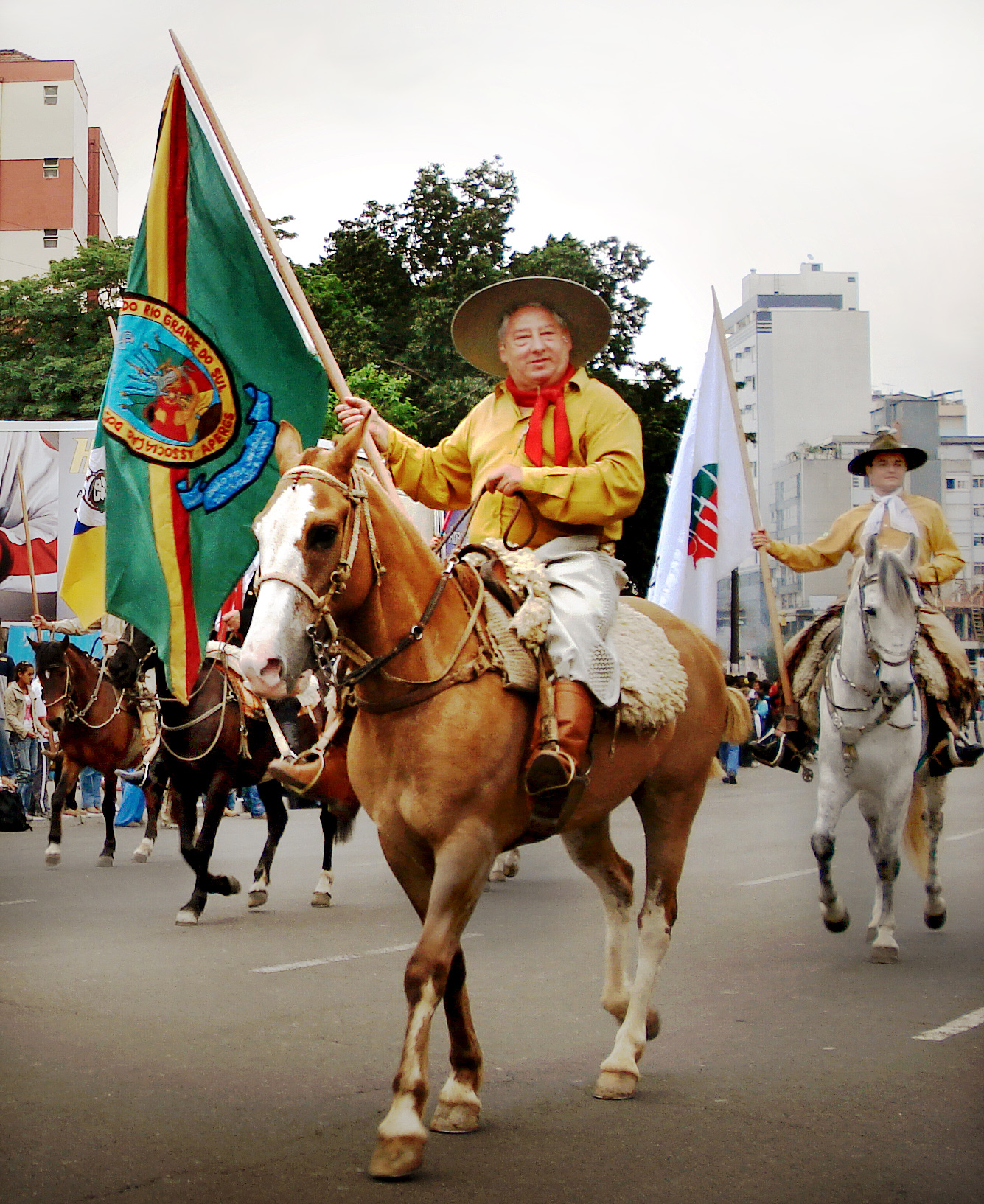
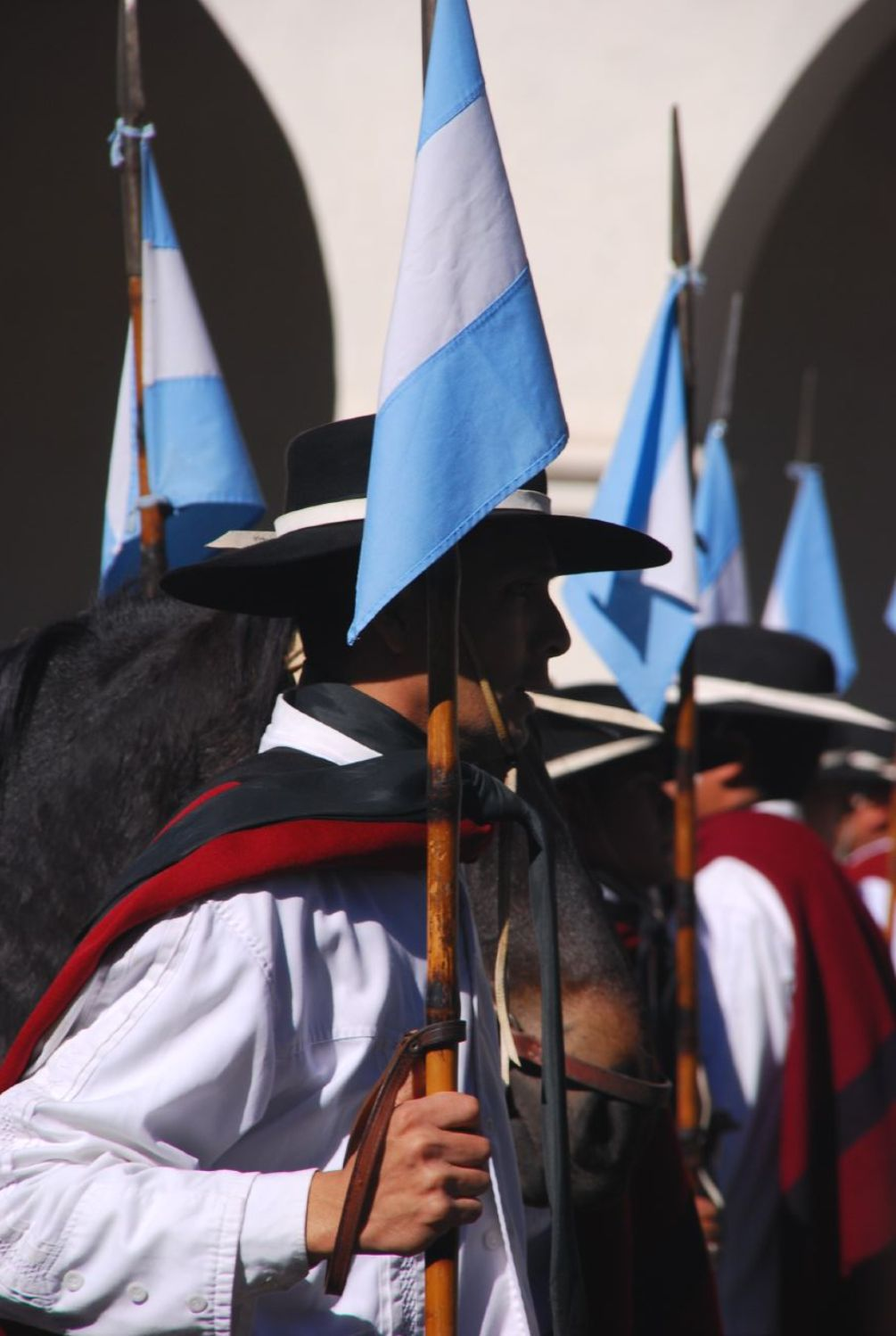
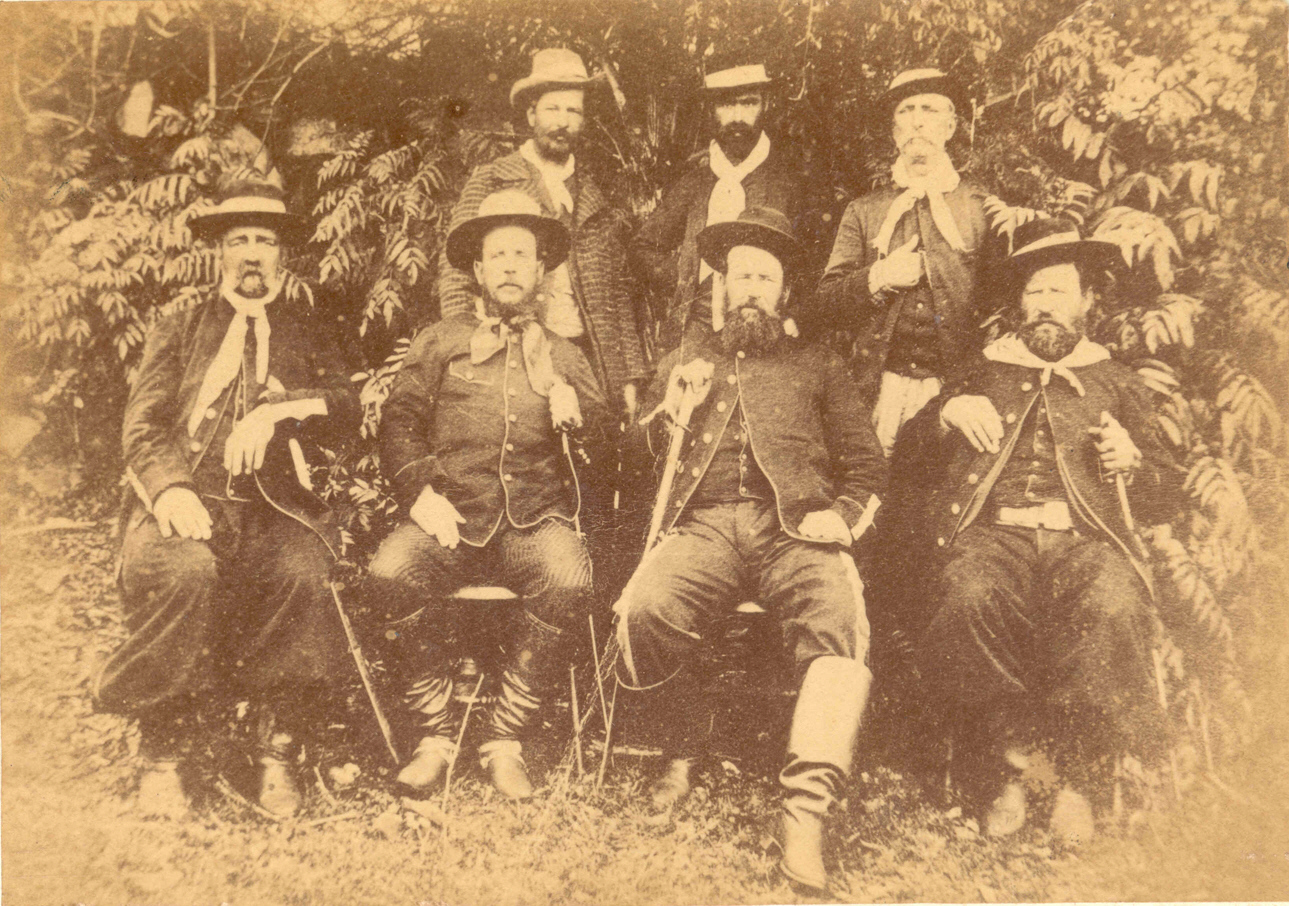
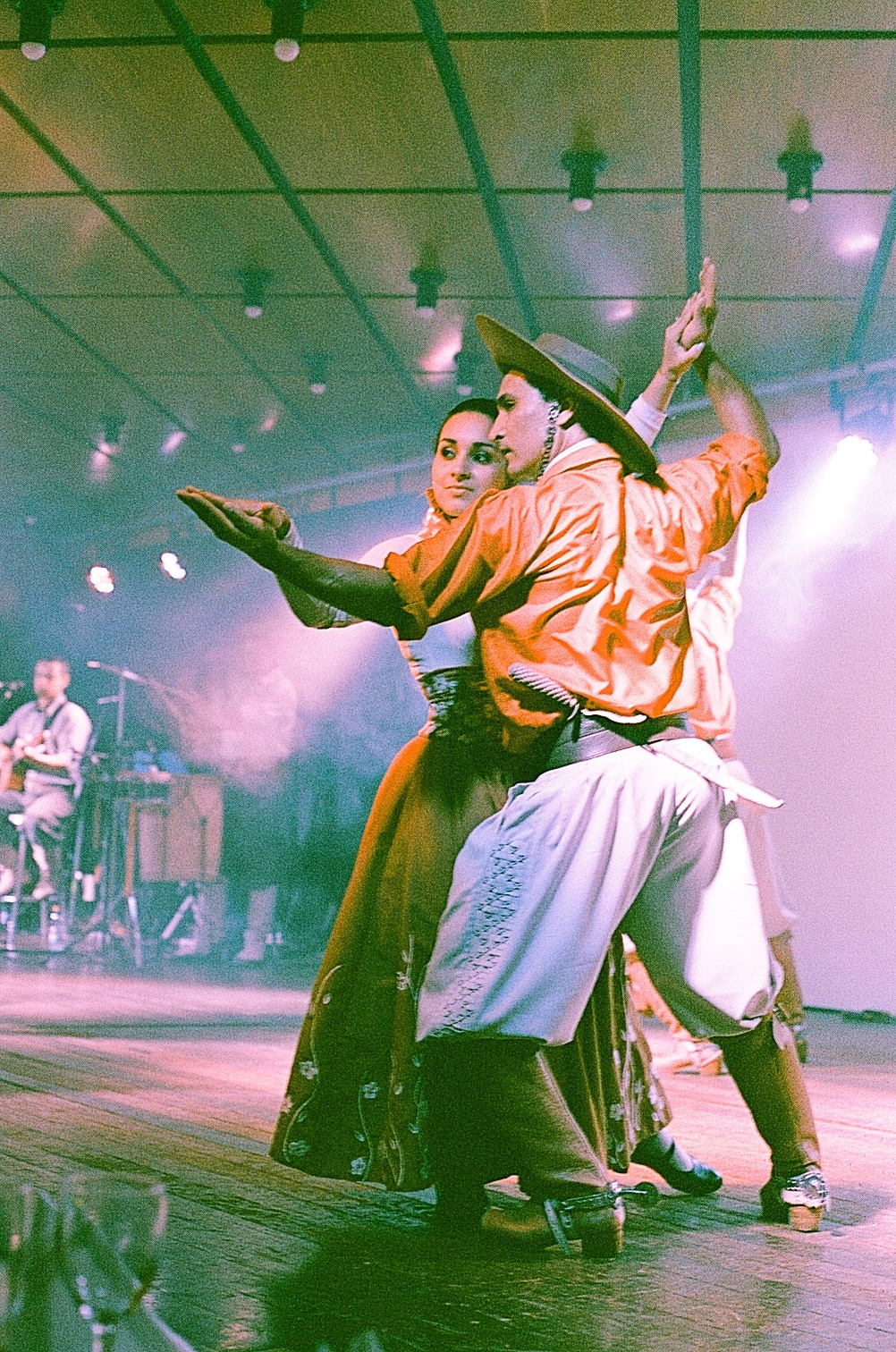